# Pilea hookeriana
Pilea hookeriana es una especie de planta del género Pilea, perteneciente a la familia Urticaceae.

## Taxonomía
Pilea hookeriana fue descrita por Hugh Algernon Weddell en 1856.

## Distribución
Se encuentra en el territorio de Assam, centro-sur de China, Himalaya oriental, Nepal y Vietnam.